# Litevské velvyslanectví v Praze
Litevské velvyslanectví v Praze (litevsky Lietuvos Respublikos ambasada Prahoje) je nejvyšší zastupitelský úřad Litevské republiky v Česku. Sídlí v prostorách vily na adrese Pod Klikovkou 1916/2 na Smíchově, v městské části Praha 5. 

## Historie
Československo de iure uznalo nezávislost Litevské první republiky již roku 1922. Následně byl v Kaunasu zřízen čs. konzulát, roku 1927 transformovaný ve vyslanectví. Litva pak roku 1940 svou samostatnost ztratila a po skončení druhé světové války byla připojena k Sovětskému svazu.  
K otevření litevského zastupitelského úřadu v samostatné České republice došlo po roce 1993, kdy byla po rozpadu SSSR obnovena litevská suverenita. Roku 2025 bylo pak diplomatické působení Litvy v Česku rozšířeno také o konzulát ve Zlíně.